# Shake (напій)
SHAKE («Шейк») — українська торговельна марка газованих слабоалкогольних барних коктейлів у форматі ready-to-drink, що випускаються Групою Компаній «Нові Продукти».

## Історія та опис напою
Слабоалкогольні коктейлі SHAKE були представлені українському споживачеві 2003 року Групою Компаній «Нові Продукти». Ці бутильовані барні коктейлі стали першими продуктами нового, до цього часу відсутнього в Україні сегменту ринку слабоалкогольних напоїв (САН). 
Бренд SHAKE є лідером у категорії САН із часткою ринку понад 23% . За даними соціологічного дослідження «ММІ Україна» за 2020 рік, ТМ SHAKE посіла перше місце (73,9%) серед найуживаніших брендів українських слабоалкогольних напоїв. До ТОП-5 найпопулярніших слабоалкогольних напоїв увійшли ще два бренди виробництва ГК «Нові Продукти» — ТМ REVO Alco Energy (49,6%) та ТМ KING’S BRIDGE (47,2%) . Протягом 2019 року в Україні було продано 15,6 млн л коктейлів SHAKE — на 2,9 млн л більше, ніж 2018-го .
Бренд SHAKE експортується до 19-ти країн світу, серед яких Китай, Італія, Німеччина, Чехія, Угорщина, Ізраїль, Білорусь, Молдова, Азербайджан, Грузія, Вірменія та інші. 
Слабоалкогольні газовані коктейлі SHAKE міцністю 7% випускаються в скляних пляшках об’ємом 0,33 л та алюмінієвих банках об’ємом 0,5 л. 
На кожній упаковці коктейлів SHAKE розміщується знак соціальної ініціативи «Споживай розумно», метою якої є зниження ризиків нераціонального споживання слабоалкогольних та енергетичних напоїв, популяризація культури розумного споживання цих напоїв, а також підвищення обізнаності споживачів про рекомендовані норми споживання таких категорій товару.

## Різновиди
Поточна асортиментна лінійка SHAKE включає готові до вживання слабоалкогольні мікси у зручному форматі To Go, створені за рецептами найпопулярніших коктейлів світу: Bora Bora, Tequila Sombrero, Daiquiri, Sexx on the Beach, Ice Baby, Sprizz. Коктейльна карта SHAKE регулярно видозмінюється, поповнюючись актуальними смаками та сезонними новинками.

## Інші торговельні марки виробника
- REVO
- NON STOP
- PIT BULL
- APPS
- King's Bridge
- Природне Джерело
- EatMe
- Green Energy
- DIABLO
- FRIDAY
- БІРТЕЙЛЬ